# Johan Lisabeth
Johan Lisabeth, (Tielt, 25 juni 1971) is een gewezen Belgische atleet, die zich had toegelegd op het hordelopen. Hij nam eenmaal deel aan de Olympische Spelen en veroverde indoor en outdoor in totaal twee Belgische titels.

## Biografie
Lisabeth veroverde in 1989 op de 110 m horden zijn eerste medaille op een Belgisch kampioenschap. Hij nam op dat nummer dat jaar ook deel aan de Europese kampioenschappen voor junioren, waar hij werd uitgeschakeld in de halve finales. Het jaar nadien nam hij deel aan de wereldkampioenschappen voor junioren. Hij raakte er niet voorbij de series.
In 1995 nam Lisabeth op de 60 m horden deel aan de  wereldindoorkampioenschappen in Parijs. Hij werd uitgeschakeld in de series. Op de 110 m horden werd hij voor het eerst Belgisch kampioen en nam hij deel aan de wereldkampioenschappen in Göteborg, waar hij de kwartfinales haalde.
Lisabeth veroverde in 1996 ook de Belgische indoortitel op de 60 m. Hij werd op dit nummer ook zesde op de Europese indoorkampioenschappen. Op de 110 m horden nam hij dat jaar deel aan de Olympische Spelen in Atlanta, waar hij zich wist te plaatsen voor de halve finale. In 1997 nam hij op de 60 m voor de tweede keer deel aan de WK indoor. Ook deze maal overleefde hij de series niet.

### Clubs
Lisabeth begon zijn carrière bij AV Molenland, maar stapte daarna over naar Houtland AC.

## Belgische kampioenschappen
Outdoor
| Onderdeel    | Jaar |
| ------------ | ---- |
| 110 m horden | 1995 |

Indoor
| Onderdeel   | Jaar |
| ----------- | ---- |
| 60 m horden | 1996 |

## Persoonlijke records
Outdoor
| Onderdeel    | Prestatie | Datum        | Plaats  |
| ------------ | --------- | ------------ | ------- |
| 110 m horden | 13,53 s   | 28 juli 1996 | Atlanta |

Indoor
| Onderdeel   | Prestatie | Datum           | Plaats |
| ----------- | --------- | --------------- | ------ |
| 60 m horden | 7,69 s    | 7 februari 1996 | Gent   |

## Palmares

### 60 m horden
- 1992:  BK indoor AC – 7,98 s
- 1994:  BK indoor AC – 8,13 s
- 1995:  BK indoor AC – 7,92 s
- 1995: 7e in serie WK indoor in Barcelona – 7,88 s
- 1996:  BK indoor AC – 7,82 s
- 1996: 6e EK indoor in Stockholm – 7,78 s
- 1997:  BK indoor AC – 7,76 s
- 1997: 4e in serie WK indoor in Parijs – 7,75 s

### 110 m horden
- 1989:  BK AC – 14,14 s
- 1989: 5e in ½ fin. EK U20 in Varazdin – 14,90 s
- 1990: 6e in serie WK U20 in Plovdiv – 14,69 s
- 1991:  BK AC – 14,31 s
- 1995:  BK AC – 13,57 s
- 1995: 6e in ¼ fin. WK in Göteborg – 13,77 s
- 1996: DNF in ½ fin. OS in Atlanta (13,53 s in ¼ fin.)